# Orgyia hopkinsi
Orgyia hopkinsi is een vlinder uit de familie spinneruilen (Erebidae), onderfamilie donsvlinders (Lymantriinae). De wetenschappelijke naam van deze soort is voor het eerst geldig gepubliceerd in 1937 door Collenette.
De soort komt voor in tropisch Afrika.